# Alexandre Raskine
Alexandre Borissovitch Raskine (russe : Александр Борисович Раскин ; 25 septembre 1914 (8 octobre dans le calendrier grégorien) - 4 février 1971) est un écrivain, satiriste et scénariste soviétique. 

## Biographie
Il est marié à l'écrivaine Frida Vigdorova.
En 1938, il est diplômé de l'Institut de littérature Maxime-Gorki. 
Satiriste et humoriste, il est formé par le rédacteur en chef Evgueni Petrov. 
Dans les années 1940, il travaille pour le magazine Krokodil. Beaucoup de ses épigrammes non publiées se sont propagées par transmission orale[évasif]. Selon Wolfgang Kazak, « les épigrammes de Raskine sur les écrivains contemporains révèlent une maîtrise brillante de la langue, sont pointus et appropriés ».
Il scénarise le film Le Printemps avec Maurice Slobodsky.
Il est l’auteur de la collection de miniatures prosaïques[Quoi ?] pour enfants Quand papa était petit (Как папа был маленьким). 
Il a été enterré dans le cimetière de Khimki.